# Campioni italiani assoluti di atletica leggera - 110 metri ostacoli maschili
Questa pagina raccoglie un elenco di tutti i campioni italiani dell'atletica leggera nella specialità dei 110 metri ostacoli a partire dall'edizione del 1907 fino ad oggi.

## Albo d'oro
| Anno | Atleta (società)                                      | Prestazione            |
| ---- | ----------------------------------------------------- | ---------------------- |
| 1906 | Gara non in programma                                 | Gara non in programma  |
| 1907 | Giovanni Pinzi-Reynaud ?                              | 21"1/5(m)              |
| 1908 | Alfredo Pagani Società Ginnastica Roma                | 16"3/5(m)              |
| 1909 | Ezio Massa ?                                          | 18"4/5(m)              |
| 1910 | Emilio Brambilla Forza e Coraggio Milano              | 17"3/5(m)              |
| 1911 | Daciano Colbachini AC Padova                          | 17"4/5(m)              |
| 1912 | Daciano Colbachini AC Padova                          | 16"2/5(m)              |
| 1913 | Giovanni Villa ?                                      | (m)                    |
| 1914 | Giovanni Villa ?                                      | (m)                    |
| 1915 | Edizioni non disputate                                | Edizioni non disputate |
| 1916 | Edizioni non disputate                                | Edizioni non disputate |
| 1917 | Edizioni non disputate                                | Edizioni non disputate |
| 1918 | Edizioni non disputate                                | Edizioni non disputate |
| 1919 | Daciano Colbachini AC Padova                          | 16"3/5(m)              |
| 1920 | Daciano Colbachini AC Padova                          | 16"1/5(m)              |
| 1921 | Adolfo Contoli Virtus Atletica Bologna                | 16"2/5(m)              |
| 1922 | Adolfo Contoli Virtus Atletica Bologna                | 16"3/5(m)              |
| 1923 | Adolfo Contoli Virtus Atletica Bologna                | 16"3/5(m)              |
| 1924 | Adolfo Contoli Virtus Atletica Bologna                | 16"1/5(m)              |
| 1925 | Goffredo Alessandrini ?                               | 17"0(m)                |
| 1926 | Adolfo Contoli Virtus Atletica Bologna                | 16"2/5(m)              |
| 1927 | Giacomo Carlini ?                                     | 16"2/5(m)              |
| 1928 | Giacomo Carlini ?                                     | 16"0(m)                |
| 1929 | Giacomo Carlini ?                                     | 15"2/5(m)              |
| 1930 | Luigi Facelli Società Ginnastica Gallaratese          | 15"4/5(m)              |
| 1931 | Luigi Facelli Società Ginnastica Gallaratese          | 18 p.                  |
| 1932 | Corrado Valle Unione Sportiva Pisa                    | 15"2/5(m)              |
| 1933 | Corrado Valle Unione Sportiva Pisa                    | 15"1/5(m)              |
| 1934 | Corrado Valle Unione Sportiva Pisa                    | 15"1(m)                |
| 1935 | Gianni Caldana ASSI Giglio Rosso                      | 15"6(m)                |
| 1936 | Gianni Caldana ASSI Giglio Rosso                      | 15"1(m)                |
| 1937 | Gianni Caldana ASSI Giglio Rosso                      | 15"1(m)                |
| 1938 | Gianni Caldana ASSI Giglio Rosso                      | 15"3(m)                |
| 1939 | Giorgio Oberweger Società Sportiva Giovinezza Trieste | 15"3(m)                |
| 1940 | Gianni Caldana ASSI Giglio Rosso                      | 14"8(m)                |
| 1941 | Aristide Facchini Unione Sportiva Lavoratori          | 14"4(m)                |
| 1942 | Giulio Dentis ?                                       | 15"5(m)                |
| 1943 | Aristide Facchini Unione Sportiva Lavoratori          | 14"9(m)                |
| 1944 | Edizione non disputata                                | Edizione non disputata |
| 1945 | Albano Albanese ?                                     | 15"7(m)                |
| 1946 | Arnaldo Balestra Edera Atletica Forlì                 | 15"2(m)                |
| 1947 | Arnaldo Balestra Edera Atletica Forlì                 | 15"0(m)                |
| 1948 | Albano Albanese ?                                     | 15"5(m)                |
| 1949 | Albano Albanese ?                                     | 15"3(m)                |
| 1950 | Albano Albanese ?                                     | 14"9(m)                |
| 1951 | Albano Albanese ?                                     | 15"2(m)                |
| 1952 | Albano Albanese ?                                     | 15"1(m)                |
| 1953 | Ezio Nardelli ?                                       | 15"2(m)                |
| 1954 | Ezio Nardelli ?                                       | 15"4(m)                |
| 1955 | Giampiero Massardi ?                                  | 15"1(m)                |
| 1956 | Giampiero Massardi ?                                  | 15"0(m)                |
| 1957 | Giorgio Mazza Gruppo Sportivo Fiamme Oro              | 14"7(m)                |
| 1958 | Giorgio Mazza Gruppo Sportivo Fiamme Oro              | 14"3(m)                |
| 1959 | Nereo Svara Società Ginnastica Triestina              | 14"3(m)                |
| 1960 | Giovanni Cornacchia FIAT Torino                       | 14"3(m)                |
| 1961 | Nereo Svara Società Ginnastica Triestina              | 14"3(m)                |
| 1962 | Giovanni Cornacchia FIAT Torino                       | 14"3(m)                |
| 1963 | Giorgio Mazza Gruppo Sportivo Fiamme Oro              | 14"0(m)                |
| 1964 | Giovanni Cornacchia FIAT Torino                       | 14"1(m)                |
| 1965 | Eddy Ottoz Centro Sportivo Esercito                   | 14"2(m)                |
| 1966 | Eddy Ottoz Centro Sportivo Esercito                   | 14"0(m)                |
| 1967 | Eddy Ottoz Pro Patria Milano                          | 13"9(m)                |
| 1968 | Eddy Ottoz Pro Patria Milano                          | 13"9(m)                |
| 1969 | Eddy Ottoz Pro Patria Milano                          | 13"9(m)                |
| 1970 | Sergio Liani Associazione Sportiva Minerva Roma       | 14"2(m)                |
| 1971 | Sergio Liani Associazione Sportiva Minerva Roma       | 13"8(m)                |
| 1972 | Giuseppe Buttari Gruppi Sportivi Fiamme Gialle        | 13"7(m)                |
| 1973 | Sergio Liani Associazione Sportiva Minerva Roma       | 13"8(m)                |
| 1974 | Giuseppe Buttari Gruppi Sportivi Fiamme Gialle        | 13"99                  |
| 1975 | Giuseppe Buttari Gruppi Sportivi Fiamme Gialle        | 13"8(m)                |
| 1976 | Giuseppe Buttari Gruppi Sportivi Fiamme Gialle        | 13"7(m)                |
| 1977 | Sergio Liani Associazione Sportiva Minerva Roma       | 13"86                  |
| 1978 | Giuseppe Buttari Gruppi Sportivi Fiamme Gialle        | 13"79                  |
| 1979 | Giuseppe Buttari Gruppi Sportivi Fiamme Gialle        | 14"00                  |
| 1980 | Gianni Ronconi SNIA Milano                            | 14"13                  |
| 1981 | Daniele Fontecchio Gruppo Sportivo Fiamme Oro         | 13"83                  |
| 1982 | Daniele Fontecchio Gruppo Sportivo Fiamme Oro         | 13"97                  |
| 1983 | Daniele Fontecchio Gruppo Sportivo Fiamme Oro         | 13"90                  |
| 1984 | Daniele Fontecchio Gruppo Sportivo Fiamme Oro         | 13"75                  |
| 1985 | Daniele Fontecchio Gruppo Sportivo Fiamme Oro         | 13"81                  |
| 1986 | Daniele Fontecchio Gruppo Sportivo Fiamme Oro         | 13"86                  |
| 1987 | Gianni Tozzi Gruppo Sportivo Forestale                | 14"01                  |
| 1988 | Gianni Tozzi Gruppo Sportivo Forestale                | 14"21                  |
| 1989 | Fausto Frigerio Polisportiva Libertas Cernuschese     | 14"08                  |
| 1990 | Laurent Ottoz Gruppi Sportivi Fiamme Gialle           | 14"12                  |
| 1991 | Laurent Ottoz Gruppi Sportivi Fiamme Gialle           | 13"56                  |
| 1992 | Laurent Ottoz Gruppi Sportivi Fiamme Gialle           | 13"51                  |
| 1993 | Fausto Frigerio Polisportiva Libertas Cernuschese     | 13"89                  |
| 1994 | Laurent Ottoz Gruppi Sportivi Fiamme Gialle           | 13"50                  |
| 1995 | Mauro Re Centro Sportivo Carabinieri                  | 14"13                  |
| 1996 | Mauro Rossi Gruppi Sportivi Fiamme Gialle             | 13"87                  |
| 1997 | Mauro Rossi Gruppi Sportivi Fiamme Gialle             | 13"74                  |
| 1998 | Mauro Rossi Gruppi Sportivi Fiamme Gialle             | 13"49                  |
| 1999 | Andrea Giaconi Gruppi Sportivi Fiamme Gialle          | 13"72                  |
| 2000 | Emiliano Pizzoli Centro Sportivo Carabinieri          | 13"62                  |
| 2001 | Emiliano Pizzoli Centro Sportivo Carabinieri          | 13"78                  |
| 2002 | Emiliano Pizzoli Centro Sportivo Carabinieri          | 13"74                  |
| 2003 | Emiliano Pizzoli Centro Sportivo Carabinieri          | 13"87                  |
| 2004 | Emiliano Pizzoli Centro Sportivo Carabinieri          | 13"97                  |
| 2005 | Andrea Giaconi Gruppi Sportivi Fiamme Gialle          | 14"12                  |
| 2006 | Andrea Giaconi Gruppi Sportivi Fiamme Gialle          | 14"06                  |
| 2007 | Emanuele Abate Gruppo Sportivo Fiamme Oro             | 14"00                  |
| 2008 | Emanuele Abate Gruppo Sportivo Fiamme Oro             | 13"75                  |
| 2009 | Stefano Tedesco Gruppi Sportivi Fiamme Gialle         | 13"97                  |
| 2010 | Stefano Tedesco Gruppi Sportivi Fiamme Gialle         | 13"77                  |
| 2011 | Emanuele Abate Gruppo Sportivo Fiamme Oro             | 13"71                  |
| 2012 | Paolo Dal Molin Athletic Club 96                      | 13"74                  |
| 2013 | Hassane Fofana Gruppo Sportivo Fiamme Oro             | 13"93                  |
| 2014 | Hassane Fofana Gruppo Sportivo Fiamme Oro             | 13"60                  |
| 2015 | Hassane Fofana Gruppo Sportivo Fiamme Oro             | 13"59                  |
| 2016 | Hassane Fofana Gruppo Sportivo Fiamme Oro             | 13"62                  |
| 2017 | Lorenzo Perini Centro Sportivo Aeronautica Militare   | 13"54(w)               |
| 2018 | Lorenzo Perini Centro Sportivo Aeronautica Militare   | 13"57                  |
| 2019 | Hassane Fofana Gruppo Sportivo Fiamme Oro             | 13"71                  |
| 2020 | Lorenzo Perini Centro Sportivo Aeronautica Militare   | 13"53                  |
| 2021 | Paolo Dal Molin Gruppo Sportivo Fiamme Oro            | 13"27                  |
| 2022 | Hassane Fofana Gruppo Sportivo Fiamme Oro             | 13"45                  |
| 2023 | Lorenzo Simonelli Centro Sportivo Esercito            | 13"40                  |
| 2024 | Lorenzo Simonelli Centro Sportivo Esercito            | 13"18                  |
| 2025 | Lorenzo Simonelli Centro Sportivo Esercito            | 13"18                  |